# Glen Sobel
Glen Sobel (Los Angeles, 27 dicembre 1963) è un batterista statunitense, attualmente membro del gruppo di Alice Cooper e degli Hollywood Vampires.
Ha collaborato con numerosi artisti tra cui Sixx:A.M., Elliot Yamin, Paul Gilbert, Chris Impellitteri, Jennifer Batten, Jeff Scott Soto, Tony MacAlpine, Gary Hoey, Cypress Hill, Vasco Rossi e molti altri.
È insegnante di percussioni al Percussion Institute of Technology e alla Los Angeles Music Academy.

## Strumentazione
Attualmente Sobel è un endorser di batterie e pedali Dw, piatti Sabian e bacchette Regal Tip. Ha le sue bacchette personalizzate, con il logo "Sobelizer" impresso sopra.

## Discografia

### Con Alice Cooper
- 2011 - Welcome 2 My Nightmare (batteria nei brani dal vivo presenti come bonus tracks nell'edizione limitata)
- 2013 - Alice Cooper - Raise the Dead: Live at Wacken (album dal vivo)
- 2017 - Paranormal (batteria nei brani dal vivo presenti come bonus tracks)
- 2018 - A Paranormal Evening With Alice Cooper At The Olympia Paris (album dal vivo)
- 2018 - The Sound Of A (EP)

### con gli Hollywood Vampires
- 2015 - Hollywood Vampires (batteria nei brani "Raise The Dead", "Jeepster", "Cold Turkey", "Itchycoo Park" e "My Dead Drunk Friends")
- 2019 - Rise

### Con Gary Hoey
- 1998 - Hocus Pocus Live
- 1999 - Money
- 2005 - Monster Surf

### con gli Impellitteri
- 2000 - Crunch
- 2002 - System X
- 2004 - Pedal to the Metal
- 2009 - Wicked Maiden (parti di batteria in studio)

### Con i Beautiful Creatures
- 2001 - Beautiful Creatures
- 2005 - Deuce

### Con Jeff Scott Soto
- 2004 - Lost in the Translation
- 2004 - Believe In Me (EP)
- 2006 - Essential Ballads

### Altri album
- 1993 - Tony MacAlpine - Madness
- 1997 - Saga - Pleasure & the Pain
- 1997 - Jennifer Batten - Jennifer Batten's Tribal Rage: Momentum
- 1999 - Shout - Shout Back
- 1999 - Christian Anthony - Naked and Alive
- 2000 - SX-10 - Mad Dog American
- 2003 - Boink! - Walk Of Fame (EP)
- 2006 - Shark Island - Gathering of the Faithful
- 2014 - Bruce Bouillet - The Order Of Control
- 2015 - Tina Guo - Cello Metal
- 2018 - Tara Lynch - Evil Enough

### Collaborazioni e partecipazioni
- 2007 - Tiffany - I Think We're Alone Now: '80s Hits and More (batteria nel brano "The Beat Goes On")
- 2013 - Beastö Blancö - Live Fast Die Loud (batteria nei brani "Breakdow", "Freak" e "Live Fast Die Loud")
- 2014 - Vasco Rossi - Sono Innocente (batteria nei brani "Sono innocente ma...", "Duro incontro", "Come vorrei", "Lo vedi", "Aspettami", "Accidenti come sei bella" e "Rock Star")
- 2014 - Nostalghia - Chrysalis (batteria nel brano "Stockholm Syndrome")
- 2013 - Beastö Blancö - Beastö Blancö (batteria nel brano "Damnation")
- 2018 - Ryan Roxie - Imagine Your Reality (batteria nei brani "Big Rock Show", "Me Generation" e "Nevermind Me")
- 2013 - Beastö Blancö - We Are (parti di batteria in studio)
- 2019 - Phil X - Stupid Good Lookings Vol. 1 (batteria nel brano "Rock And Roll You All Night")
- 2023 - Crossbone Skully - The Boom Went The Boom (singolo)

### Colonne sonore
- 1998 - Superfusi di testa (con Gary Hoey)
- 2001 - Valentine (con i Beautiful Creatures)
- 2002 - Narc (con gli SX-10)
- 2002 - Rollerball (con i Beautiful Creatures)